# Gnophos snelleni
Gnophos snelleni är en fjärilsart som beskrevs av Hugo Theodor Christoph 1887. Gnophos snelleni ingår i släktet Gnophos och familjen mätare. Inga underarter finns listade i Catalogue of Life.